# Rumah Gadang

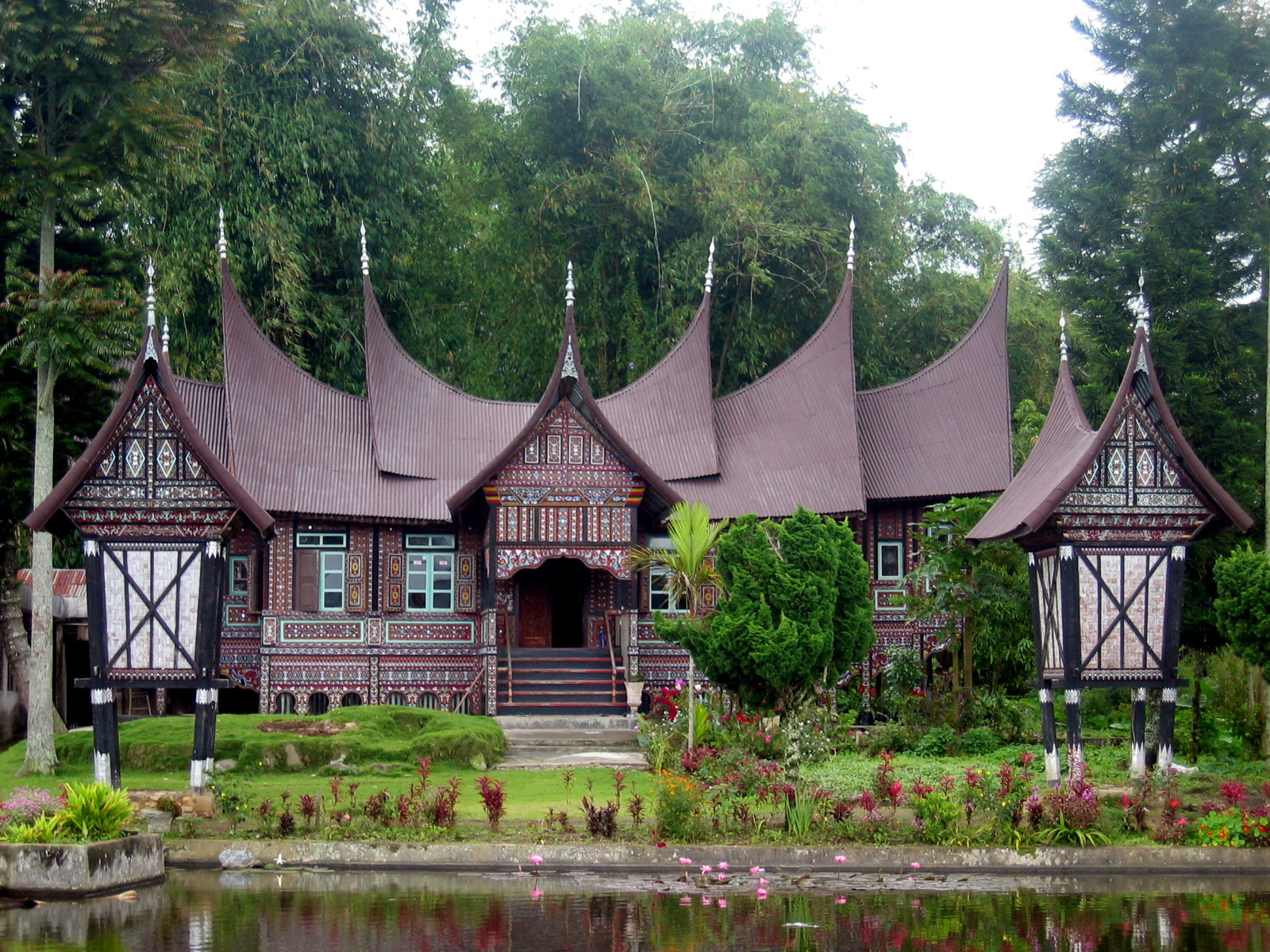
Rumah gadang in het dorp Pandai Sikek, West-Sumatra, met twee rijstschuurtjes (rangkiang) ervoor

Rumah Gadang (Minangkabaus: "groot huis") is een verzamelnaam voor een aantal typen traditionele huizen (Indonesisch: rumah adat) van de Minangkabau van West-Sumatra.

## Karakteristieken
De architectuur, constructie, interne en externe versieringen en de functies van het huis zijn een afspiegeling van de cultuur en de waarden van de Minangkabau. Een rumah gadang doet dienst als woonhuis, ontmoetingsplek voor familiebijeenkomsten en ceremoniële gelegenheden. Bovendien speelt het huis een grote rol in het sociale en rituele leven van de bewoners: de verdeling van kamers en de volgorde van bewoning zijn belangrijk voor de continuïteit van de groep ("clan", "geslacht"). Gezien de matrilineaire structuur van de Minangkabause samenleving, is het huis normaal gesproken bezit van de vrouwen van de familie die er woont. Het huis wordt overgedragen van moeder op dochter.
De architectuur van de Minangkabau is een van de bekendste bouwvormen van het hedendaagse Indonesië. Deze bekendheid is vooral te danken aan bepaalde opvallende uiterlijke kenmerken zoals de vorm van de daken: zadeldaken met elegante, omhooglopende punten.
De vorm van het dak van een rumah gadang wordt gezien als een symbolische weergave van belangrijke gebeurtenissen in de mythologie van de Minangkabau. In dit verband wordt vaak de komst per boot van de eerste voorouder van de Minangkabau (datuak Maharajo di Rajo) op de Gunung Marapi genoemd. Ook de gewonnen strijd tussen een Javaanse en een Minangkabause karbouw die een Javaanse inval voorkwam, is een populair verhaal dat in verband wordt gebracht met de vorm van de daken. Daarnaast zijn de gebouwen soms uitbundig versierd met kleurig houtsnijwerk (ukiran) en hebben bepaalde typen huizen kenmerkende verhoogde uitbouwen aan de zijkant, met verhoogde vloeren.
Meestal staan voor een rumah gadang één of meer rijstschuurtjes, rangkiang, ook voorzien van puntige daken en vaak kleurrijke decoraties (zie "Rangkiang", hieronder)

## Vorm

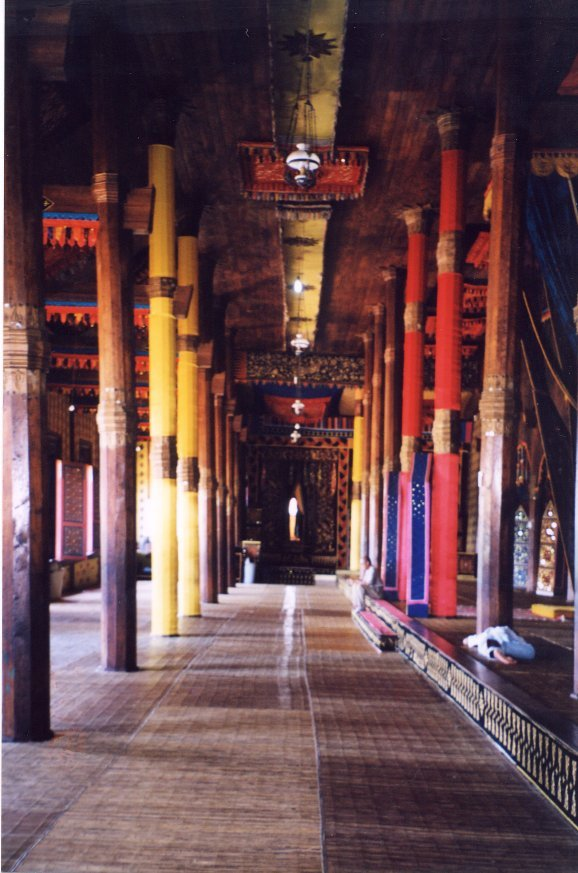
Interieur van het in februari 2007 verwoeste Pagarruyung paleis. Te zien is de lange gemeenschappelijke ruimte en de wat verhoogde bandua

Een gemeenschappelijke rumah gadang is een zogenaamd langhuis, met een rechthoekige plattegrond, meerdere geveltoppen en omhooggebogen nokken die uitlopen tot hoornachtige punten (gonjong).
De meeste rumah gadang bestaan uit een middelste deel met enkele zijdelen. Afhankelijk van de "clan" (lareh) van de bewoners zijn deze zijdelen al dan niet verhoogd, met een verhoogde vloer.

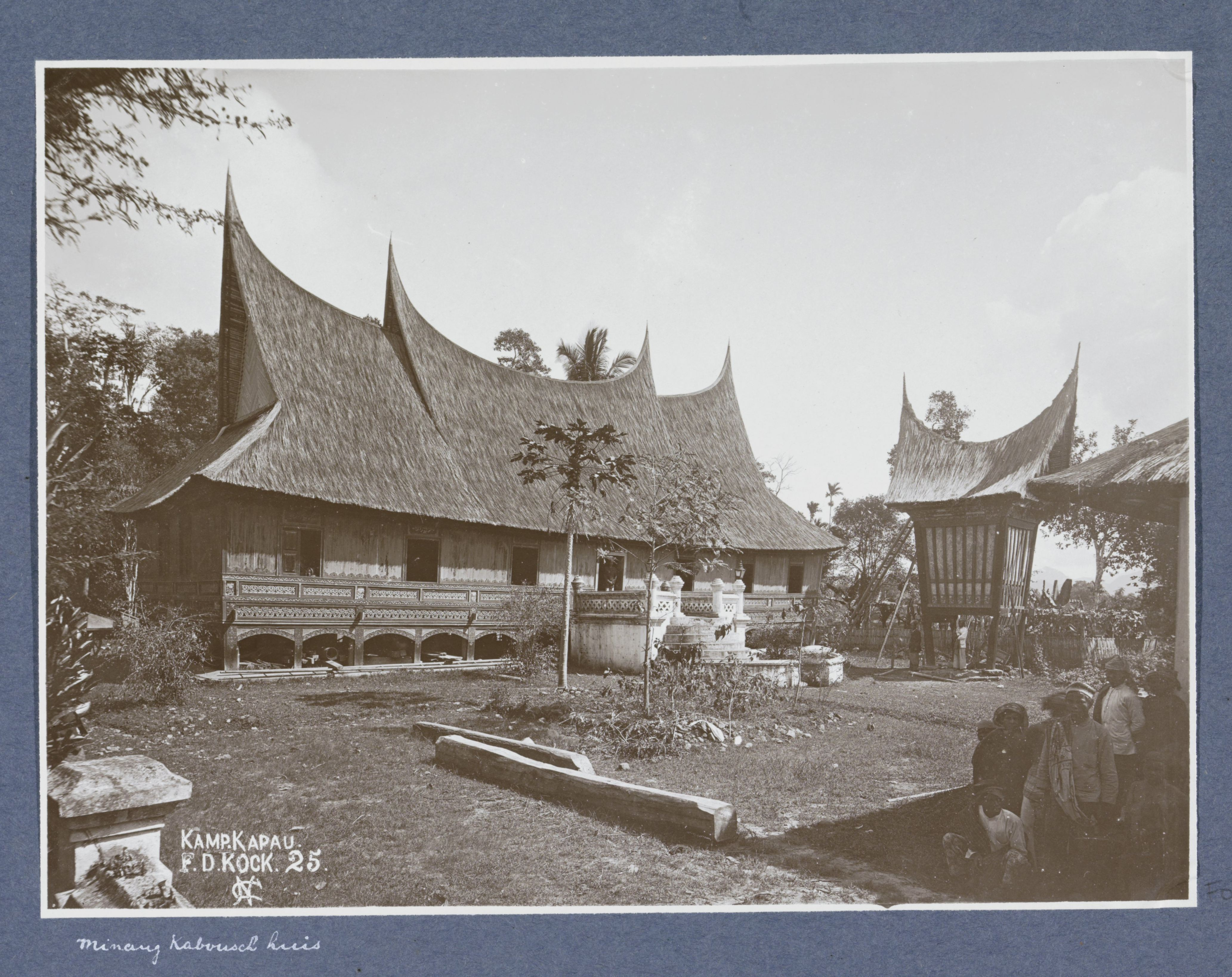
Een rumah gadang met rangkiang in 1910

Het huis heeft een middenstuk (ruang tangah) dat wordt gebruikt als gemeenschappelijke ruimte, met tegen de achterzijde de slaapvertrekken (biliak). De vloer van dit achterste deel (bandua) is soms wat hoger dan de vloer van de gemeenschappelijke ruimte. De zijdelen zijn bij de huizen van de lareh Koto Piliang verhoogd ten opzichte van het middenstuk en worden anjuang genoemd. Bij de lareh Bodi Caniago zijn de zijdelen niet verhoogd maar gelijk met de vloer van het middelste deel. Deze zijdelen worden paserek genoemd.
De huizen zijn breed en staan op houten palen (tonggak), tussen 1 en 3 meter van de grond. De ruimte onder het huis heet kandang en wordt wel gebruikt om vee en kippen onder te stallen. Soms hebben de huizen een veranda over de lengte van de voorkant van het huis, die gebruikt wordt voor het ontvangen van (en als slaapplaats voor) gasten of als eetruimte. In tegenstelling tot de huizen van de Toba Batak, waar het dak de leefruimte bepaalt, rusten de Minangkabause daken op conventionele muren. Vaak zijn keukens en opslagruimtes in aparte gebouwen gehuisvest.
Het huis is grotendeels vervaardigd uit hout. Het dak is traditioneel bedekt met de vezels van de Arengpalm (Arenga pinnata), door de Minangkabau ijuak genoemd (Indonesisch ijuk). Tegenwoordig worden echter meestal golfplaten gebruikt en maakt men de trap naar de voordeur vaak van beton.

## Symboliek

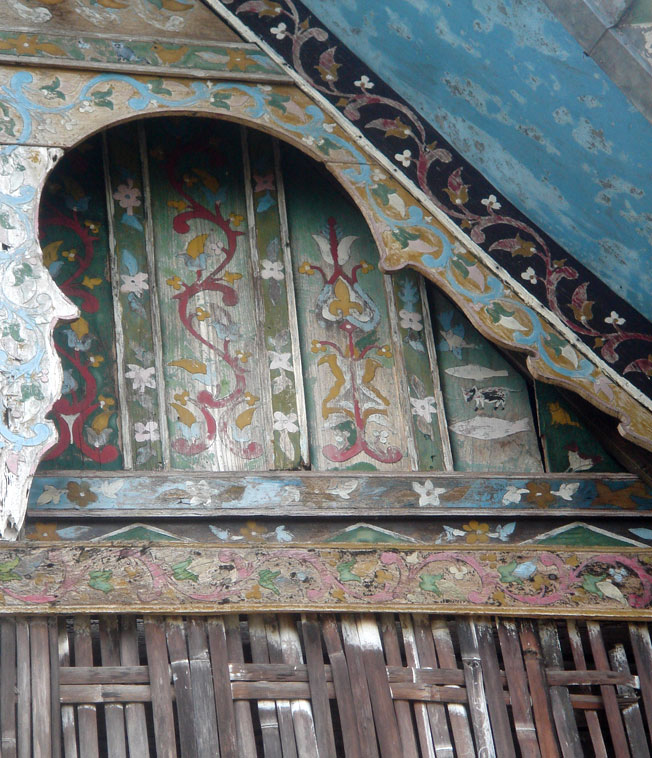
De muren van een rumah gadang zijn bedekt met diverse motieven, elk met een eigen symbolische betekenis

Elk element van een rumah gadang heeft zijn eigen symbolische betekenis. In de adatteksten (zoals de tambo) en aforismen wordt hier regelmatig aan gerefereerd.

Enkele belangrijke elementen van een rumah gadang zijn:
- gonjong, de punten van het huis
- singkok, de driehoekige muren onder de gonjong
- anjuang, zijdeel met verhoogde vloer aan het uiteinde van de Koto Piliang rumah gadang
- dindiang ari, de muren aan de zijkanten
- dindiang tapi, de muren aan voor- en achterkant
- papan banyak, façade
- salangko, muur die de ruimte onder het huis afsluit

## Rangkiang
Een rumah gadang heeft normaal gesproken minstens één rangkiang (rijstschuurtje) in de buurt staan. Vaak zijn het er meer, waarbij elke rangkiang een andere functie heeft. Andere namen voor deze rijstopslagplaatsen zijn Lumbuang of Kapuak.
- Sitinjau Lauik - bevat rijst m.n. bestemd voor adatceremoniën (ook: Kapuak Adat Jo Pusako)
- Sibayau-bayau - bevat rijst voor dagelijks gebruik van de familie (ook: Kapuak Salang Tenggang)
- Sitangka Lapa - bevat rijst voor arme dorpsgenoten en voor in tijden van hongersnood (ook: Kapuak Gantuang Tungku)
- Simajo Kayo - bevat rijst voor gebruik door de jonge mensen in het huis, bijvoorbeeld voor bruiloften (ook: Kapuak Abuan Rang Mudo)
- Harimau Paunyi Koto - bevat rijst bestemd voor de ontwikkeling van de omgeving (ook: Kapuak Pambangunan Nagari)
- Mandah Pahlawan - bevat rijst bestemd voor degenen die het dorp verdedigen bij belegering door vijanden (ook: Kapuak Tuhuek Parang)
- Galuang Bulek Basandiang - bevat rijst bestemd voor belangrijke zaken die de panghulu (een adatleider) moet verrichten (ook: Kapuak Abuan Panghulu)
- Garuik Simajo Labiah - bevat rijst bestemd voor belangrijke zaken betreffende de vrouw en kinderen van de urang sumando (de aangetrouwde zoon) (ook: Kapuak Abuan Sumando)